# Belflou
Belflou é uma comuna francesa na região administrativa de Occitânia, no departamento de Aude. Estende-se por uma área de 8,93 km². Em 2010 a comuna tinha 125 habitantes (densidade: 14 hab./km²).